# Distretto di Ijivitari
Il distretto di Ijivitari, in inglese Ijivitari District, è un distretto della Papua Nuova Guinea appartenente alla Provincia di Oro. Ha una superficie di 12.709 km² e 47.000 abitanti (stima nel 2000)

## Geografia antropica

### Suddivisioni amministrative
Il distretto è suddiviso in tre Aree di Governo Locale:
- Afore Rural
- Oro Bay Rural
- Popondetta Urban